# Средець (Смолянська область)
Среде́ць (болг. Средец) — село в Смолянській області Болгарії. Входить до складу общини Неделино.

## Населення
За даними перепису населення 2011 року у селі проживали 503 особи, з них 376 осіб (99,2%) — болгари.
Розподіл населення за віком у 2011 році:
Динаміка населення: